# Pero stygiaria
Pero stygiaria là một loài bướm đêm trong họ Geometridae.